# Antepipona montana
Antepipona montana är en stekelart som beskrevs av Gusenleitner 1995. Antepipona montana ingår i släktet Antepipona och familjen Eumenidae. Inga underarter finns listade i Catalogue of Life.